# Sundance Film Festival/Beste Regie – Spielfilm
Gewinner des Regiepreises (U.S. Directing Award: Dramatic) mit dem beim jährlich veranstalteten Sundance Film Festival die beste Regie an einem im Wettbewerb befindlichen US-amerikanische Spielfilm (inklusive Koproduktionen) prämiert wird.
Die Auszeichnung wird seit der 15. Auflage des Filmfestivals im Jahr 1998 verliehen. Über die Vergabe entscheidet eine jährlich wechselnde, fünf Mitglieder zählende Jury, die i. d. R. aus US-amerikanischen Filmschaffenden besteht. Bisher konnte nur der Filmemacher Eric Mendelsohn (1999 und 2010) den Preis mehr als einmal gewinnen.
| Jahr | Preisträger                  | Film                               | Deutscher Titel                 |
| 1998 | Darren Aronofsky             | Pi                                 | Pi – Der Film                   |
| 1999 | Eric Mendelsohn              | Judy Berlin                        | Judy Berlin                     |
| 2000 | Karyn Kusama                 | Girlfight ¹                        | Girlfight – Auf eigene Faust    |
| 2001 | John Cameron Mitchell        | Hedwig and the Angry Inch ²        | nicht bekannt                   |
| 2002 | Gary Winick                  | Tadpole                            | Alle lieben Oscar               |
| 2003 | Catherine Hardwicke          | Thirteen                           | Dreizehn                        |
| 2004 | Debra Granik                 | Down to the Bone                   | nicht bekannt                   |
| 2005 | Noah Baumbach                | The Squid and the Whale            | Der Tintenfisch und der Wal     |
| 2006 | Dito Montiel                 | A Guide to Recognizing Your Saints | Kids – In den Straßen New Yorks |
| 2007 | Jeffrey Blitz                | Rocket Science                     | nicht bekannt                   |
| 2008 | Lance Hammer                 | Ballast                            | nicht bekannt                   |
| 2009 | Cary Jôji Fukunaga           | Sin nombre                         | Sin nombre                      |
| 2010 | Eric Mendelsohn              | 3 Backyards                        | nicht bekannt                   |
| 2011 | Sean Durkin                  | Martha Marcy May Marlene           | Martha Marcy May Marlene        |
| 2012 | Ava DuVernay                 | Middle of Nowhere                  | nicht bekannt                   |
| 2013 | Jill Soloway                 | Afternoon Delight                  | nicht bekannt                   |
| 2014 | Cutter Hodierne              | Fishing Without Nets               | nicht bekannt                   |
| 2015 | Robert Eggers                | The VVitch: A New-England Folktale | The Witch                       |
| 2016 | Daniel Scheinert Daniel Kwan | Swiss Army Man                     | Swiss Army Man                  |
| 2017 | Eliza Hittman                | Beach Rats                         | Beach Rats                      |

¹ = Filmproduktionen, die in Sundance auch den Großen Preis der Jury gewannen

² = Filmproduktionen, die in Sundance auch den Publikumspreis gewannen